# کوسی تاجیری
کوسی تاجیری (ژاپنی: 田尻 康晴؛ زادهٔ ۲۷ ژوئن ۲۰۰۱) یک بازیکن فوتبال اهل ژاپن است.
از باشگاه‌هایی که در آن بازی کرده‌است می‌توان به باشگاه فوتبال رواسو کوماموتو اشاره کرد.